# Cytophagales
Die Cytophagales sind eine Ordnung von Bakterien. Sie sind die einzige Ordnung der Klasse der Cytophagia. Der Name ist abgeleitet von dem griechischen Wort kýtos (Behälter, im biologischen Sinne Zelle) und dem griechischen Verb phageîn (essen).

## Erscheinungsbild
Der Gram-Test ist negativ. Die Zellen sind lange Stäbchen in einer Größe von 0,3–0,5 µm × 2–10 µm. Die Mehrzahl ist motil durch gleitende Bewegung. Sporen werden nicht gebildet. Die Kolonien sind meist gelb, orange, rosa, oder rot gefärbt. Als Pigmente können, je nach Art, Carotinoide und Flexirubin gebildet werden. Einige Arten sind psychrophil.

## Stoffwechsel
Das Wachstum ist meist aerob, einige sind mikroaerob, das heißt, sie benötigen nur geringe Konzentrationen von Sauerstoff, oder glänzlich anaerob. Alle Arten sind chemo-organotroph. Der Stoffwechsel ist meist die Atmung, wenige Arten können die Fermentation von Glucose nutzen. Hierzu zählt zum Beispiel Flammeovirga aprica. Die meisten Mitglieder der Ordnung können verschiedene organische Makromoleküle für den Stoffwechsel nutzen. Hierzu zählen z. B. Proteine wie Casein und Gelatine, Lipide, Aesculin, Stärke, Pektine, Agar und andere. Einige Arten können auch Cellulose zersetzen, sie sind ökologisch wichtige Bakterien im Boden und von Bedeutung für den Stoffkreislauf im Ökosystem.

## Systematik
Die Ordnung Cytophagales wurde von Edward R. Leadbetter 1974 eingeführt. Zu diesem Zeitpunkt bestand sie aus drei Familien: Cytophagaceae, Flavobacteriaceae und Bacteroidaceae und einige nicht näher klassifizierten Gattungen. Die Flavobacteriaceae wird nun zu der Klasse Flavobacteriia, die Bacteroidaceae zu Bacteroidia gestellt. Im Juli 2024 bestand die Ordnung aus ca. 20 Familien, die auf der Basis von DNA-Sequenzen hier eingeordnet wurden:
- Bernardetiaceae  Hahnke et al. 2017
- Catalimonadaceae Choi et al. 2013
- Cesiribacteraceae García-López et al. 2020
- Cyclobacteriaceae Nedashkovskaya and Ludwig 2012
- Cytophagaceae Stanier 1940
- Flammeovirgaceae Yoon et al. 2011
- Flexibacteraceae García-López et al. 2020
- Fulvivirgaceae García-López et al. 2020
- Hymenobacteraceae Munoz et al. 2016
- Mangrovivirgaceae  Sefrji et al. 2021
- Marivirgaceae García-López et al. 2020
- Microscillaceae Hahnke et al. 2017
- Mooreiaceae Choi et al. 2013
- Persicobacteraceae Munoz et al. 2016
- Raineyaceae Albuquerque et al. 2018
- Reichenbachiellaceae García-López et al. 2020
- "Rhodocytophagaceae" Zhang et al. 2023
- Roseivirgaceae García-López et al. 2020
- Shiellaceae Liu et al. 2023
- Spirosomataceae corrig. Larkin and Borrall 1978 (Approved Lists 1980)
- Splendidivirgaceae Li et al. 2024
- Thermoflexibacteraceae García-López et al. 2020
- Thermonemataceae Munoz et al. 2016

Die ehemals hier geführte Familie Rhodothermaceae wurde im Jahre 2016 in ein neues Phylum, den Rhodothermaeota, gestellt.